# Schakel (knopentheorie)

De Borromeaanse ringen, een schakel met drie componenten elk equivalent met de triviale knoop.

In de knopentheorie, een deelgebied van de topologie, is een schakel een verzameling knopen die zichzelf niet snijden, maar die samen geschakeld of geknoopt kunnen zijn. Een knoop kan worden omschreven als een schakel met één component. Schakels en knopen worden bestudeerd in de knopentheorie. Impliciet in deze definitie is dat er een triviale referentieschakel bestaat, die meestal de triviale schakel wordt genoemd.